# Максвел Корне
Ньялі Альбер Максвел Корне (фр. Maxwel Cornet, нар. 27 вересня 1996) — івуарійський професійний футболіст, лівий півзахисник чи захисник клубу Прем'єр-ліги «Вест Гем Юнайтед» та національної збірної Кот-д'Івуару. Раніше він грав у Франції за Мец, Олімпік (Ліон), а також в Англії за Бернлі.

## Клубна кар'єра
Народився 27 вересня 1996 року у Кот-д'Івуарі, втім у віці трьох з половиною років переїхав до Франції, де став займатись футболом у школі клубу «Мец». 31 серпня 2012 року в матчі проти «Кевії» він дебютував за першу команду в матчі третього за рівнем дивізіону країни. У 2013 році він разом з клубом вийшов у Лігу 2. 2 серпня в матчі проти «Лаваля» Корені дебютував у другому дивізіоні.
На початку 2015 року Корне перейшов у «Ліон». 25 січня в матчі проти свого колишнього клубу «Меца» він дебютував у Лізі 1, замінивши Александра Лаказетта, що отримав травму. У тому ж році Максвел допоміг клубу зайняти друге місце в чемпіонаті, а з наступного сезону став основним гравцем клубу. Станом на 4 вересня 2018 року відіграв за команду з Ліона 131 матч в національному чемпіонаті.

## Виступи за збірні
2011 року дебютував у складі юнацької збірної Франції, взяв участь у 45 іграх на юнацькому рівні, відзначившись 22 забитими голами.
Протягом 2015—2016 років залучався до складу молодіжної збірної Франції. На молодіжному рівні зіграв у 7 офіційних матчах, забив 2 голи.
5 квітня 2017 року оголосив, що буде виступати за збірну своєї батьківщини і 4 червня 2017 року дебютував в офіційних матчах у складі національної збірної Кот-д'Івуару в товариській грі проти Нідерландів (0:5).

## Статистика виступів

### Статистика клубних виступів
| Сезон             | Команда           | Чемпіонат         | Чемпіонат | Чемпіонат | Національний кубок | Національний кубок | Національний кубок | Coppe internazionali | Coppe internazionali | Coppe internazionali | Інші змагання | Інші змагання | Інші змагання | Усього | Усього |
| Сезон             | Команда           | Ліга              | Ігор      | Голів     | Ліга               | Ігор               | Голів              | Ліга                 | Ігор                 | Голів                | Ліга          | Ігор          | Голів         | Ігор   | Голів  |
| ----------------- | ----------------- | ----------------- | --------- | --------- | ------------------ | ------------------ | ------------------ | -------------------- | -------------------- | -------------------- | ------------- | ------------- | ------------- | ------ | ------ |
| 2012–13           | «Мец-2»           | АЧФ (IV)          | 12        | 2         | -                  | -                  | -                  | -                    | -                    | -                    | -             | -             | -             | 12     | 2      |
| 2013–14           | «Мец-2»           | АЧФ2 (V)          | 9         | 4         | -                  | -                  | -                  | -                    | -                    | -                    | -             | -             | -             | 9      | 4      |
| Усього за «Мец-2» | Усього за «Мец-2» | Усього за «Мец-2» | 21        | 6         |                    | -                  | -                  |                      | -                    | -                    |               | -             | -             | 21     | 6      |
| 2012–13           | «Мец»             | НЧ (ІІІ)          | 0         | 0         | КФ+КЛ              | 1+0                | 0                  | -                    | -                    | -                    | -             | -             | -             | 1      | 0      |
| 2013–14           | «Мец»             | Л2 (ІІ)           | 14        | 0         | КФ+КЛ              | 0+1                | 0                  | -                    | -                    | -                    | -             | -             | -             | 15     | 0      |
| 2014–15           | «Мец»             | Л1                | 0         | 0         | КФ+КЛ              | 0+0                | 0                  | -                    | -                    | -                    | -             | -             | -             | 0      | 0      |
| Усього за «Мец»   | Усього за «Мец»   | Усього за «Мец»   | 14        | 0         |                    | 2                  | 0                  |                      | -                    | -                    |               | -             | -             | 16     | 0      |
| 2014–15           | «Ліон-2»          | АЧФ (IV)          | 3         | 3         | -                  | -                  | -                  | -                    | -                    | -                    | -             | -             | -             | 3      | 3      |
| 2014–15           | «Ліон»            | Л1                | 4         | 0         | КФ+КЛ              | 0+0                | 0                  | ЛЄ                   | 0                    | 0                    | -             | -             | -             | 4      | 0      |
| 2015–16           | «Ліон»            | Л1                | 31        | 8         | КФ+КЛ              | 3+2                | 3+0                | ЛЧ                   | 4                    | 1                    | СФ            | 0             | 0             | 40     | 12     |
| 2016–17           | «Ліон»            | Л1                | 30        | 4         | КФ+КЛ              | 2+1                | 2+0                | ЛЧ+ЛЄ                | 6+7                  | 1+1                  | СФ            | 1             | 0             | 47     | 8      |
| 2017–18           | «Ліон»            | Л1                | 30        | 4         | КФ+КЛ              | 4+1                | 2+0                | ЛЄ                   | 8                    | 1                    | -             | -             | -             | 43     | 7      |
| 2018–19           | «Ліон»            | Л1                | 27        | 7         | КФ+КЛ              | 4+0                | 2+0                | ЛЧ                   | 5                    | 3                    | -             | -             | -             | 36     | 12     |
| Усього за «Ліон»  | Усього за «Ліон»  | Усього за «Ліон»  | 122       | 23        |                    | 17                 | 9                  |                      | 30                   | 7                    |               | 1             | 0             | 170    | 39     |
| Усього за кар'єру | Усього за кар'єру | Усього за кар'єру | 160       | 32        |                    | 19                 | 9                  |                      | 30                   | 7                    |               | 1             | 0             | 210    | 48     |

## Титули та досягнення
- Переможець Ліги конференцій УЄФА (1):

«Вест Гем Юнайтед»: 2022–23